# Morena Chiolo
Morena Chiolo (nacida y fallecida en Buenos Aires, Argentina)  fue una gran actriz argentina.

## Carrera
Chiolo fue una legendaria figura de reparto de la época dorada cinematográfica argentina. Trabajo con las grandes actrices de los "teléfonos blancos" como Amanda Ledesma, María Esther Buschiazzo, Silvia Legrand, Inda Ledesma y Libertad Lamarque.
También compartió escena con importantes galanes del cine de aquel momento como fueron Hugo del Carril, Floren Delbene y Luis Sandrini, entre muchos otros.

### Filmografía
- 1937: Besos brujos
- 1940: Los celos de Cándida
- 1940: El astro del tango
- 1941: El más infeliz del pueblo
- 1941: Mamá Gloria
- 1941: Orquesta de señoritas
- 1950: Viaje sin regreso
- 1950: Don Fulgencio (El hombre que no tuvo infancia)[1]

### Teatro
Compartió escenario con actores como Alicia Armisén, Pina Faccione, Vima Gargot,  Maruja Moreira, Alba Regina, Margarita Solá, Wanda Turroni, Eduardo Comoglio, Eduardo di Pietro, Eduardo Foglizzo, entre otros.
Trabajo en importantes teatros como el Teatro Marconi, el Teatro El Nacional, el Teatro Apolo o el Teatro Doria, en numerosas obras, siendo la más conocida, El beso mortal de Lois de Gouriadec estrenada en 1935, con Pedro Tocci, César Mariño, Agustín Remón, Héctor Torres, Federico Basso, Miguel Gómez Bao, Lola Alba, Pedro Pompillo, José Gola, Teresina Senen y Sofía Leres.
En 1944 integró una compañía que estrenó en La Comedia (Rosario) una obra de Margaret Kennedy, titulada  La eterna ninfa. En ella compartió escena con actores como Aída Alberti, Gregorio Cicarelli, Esteban Serrador, Francisco Charmiello, Luis Sandrini, Tomás Simari, Orestes Soriani y Pepita Muñoz.
En 1950 estuvo en Cuando los duendes cazan perdices, con Malvina Pastorino, Luis Sandrini y María Esther Buschiazzo, entre otros.